# Islamska arhitektura
Islamska arhitektura obsega arhitekturne sloge stavb, povezanih z islamom. Obsega tako posvetne kot verske sloge od zgodnje zgodovine islama do danes. Islamska arhitektura se je razvila za izpolnitev islamskih verskih idealov, na primer, minaret je bil zasnovan tako, da pomaga mujezinu, da se njegov glas sliši na določenem območju.
Na zgodnjo islamsko arhitekturo so vplivala rimska, bizantinska, perzijska, mezopotamska arhitektura in vse druge dežele, ki so jih zgodnja muslimanska osvajanja osvojila v 7. in 8. stoletju. Bolj vzhodno je nanjo vplivala tudi kitajska in indijska arhitektura, ko se je islam razširil v jugovzhodno Azijo. Kasneje je razvila izrazite značilnosti v obliki stavb in v dekoraciji površin z islamsko kaligrafijo, arabeskami in geometrijskimi motivi. Izumljeni so bili novi arhitekturni elementi, kot so minareti, muqarnas in večlistni loki. Pogoste ali pomembne vrste stavb v islamski arhitekturi so mošeja, medresa, grobnica, palača, hamam (javna kopališča), sufijski hospic (npr. kankas ali zavijas), fontane in sabili, poslovne stavbe (npr. karavanseraj in bazar) in vojaške utrdbe.

## Do 10. stoletja
See also: Mosque § History
Islamska doba se je začela z oblikovanjem islama pod vodstvom Mohameda v Arabiji v začetku 7. stoletja. Prva mošeja je bila stavba, ki jo je zgradil Mohamed v Medini leta 622, takoj po njegovi hegira (selitvi) iz Meke, kar ustreza mestu današnje Prerokovi mošeji (al-Masjid an-Nabawi). Običajno je opisana kot njegova hiša, vendar je bila morda že od začetka zasnovana tako, da služi kot skupnostno središče. Sestavljala ga je preprosta dvoriščna konstrukcija, zgrajena iz nepečene opeke, s pravokotnim, skoraj kvadratnim tlorisom, ki meri približno 53 krat 56 metrov. Na severni strani dvorišča je v smeri molitve (kibla), ki je bila sprva proti Jeruzalemu, je stal senčen portik, podprt s palmovimi debli. Ko je bila kibla leta 624 obrnjena proti Meki, so na južni strani dodali podoben portik, obrnjen proti temu mestu. Mohamed in njegova družina so živeli v ločenih sobah, pritrjenih na mošejo, sam Mohamed pa je bil po smrti leta 632 pokopan v enem od teh prostorov. V preostalem delu je bila v 7. in v 8. stoletju mošeja večkrat razširjena, tako da je vključevala veliko molitveno dvorano z ravno streho, podprto s stebri (hipostilna dvorana) z osrednjim dvoriščem. Postala je eden glavnih modelov za gradnjo zgodnjih mošej.
Malo je drugih stavb iz obdobja Mohameda. En primer pa je mošeja Džavatha v Savdovi Arabiji. Med zgodnjimi arabsko-muslimanskimi osvajanji Bližnjega vzhoda in severne Afrike v 7. stoletju so nastala nova garnizonska mesta, ustanovljena na ozemljih, kot sta Fustat v Egiptu in Kufa v današnjem Iraku. Osrednje kongregacijske mošeje teh mest so bile zgrajene v obliki hipostila. V drugih mestih, zlasti v Siriji, so bile nove mošeje ustanovljene s pretvorbo ali zasedbo delov obstoječih cerkva na obstoječih mestih, kot na primer v Damasku in Hami. Te zgodnje mošeje niso imele minareta, čeprav so bila na strehah morda zgrajena majhna zavetišča, ki so varovala mujezine med oddajanjem klica k molitvi.
Omajadski kalifat (661–750) je združeval elemente predislamske himjarske, bizantinske in sasanidske arhitekture, vendar je omajadska arhitektura uvedla nove kombinacije teh slogov s precejšnjim vplivom Gasanidov. Južnoarabska arhitektura in slogi ornamentike predstavljajo neposrednega predhodnika zgodnjih Omajadov. Ponovna uporaba elementov klasične rimske in bizantinske umetnosti je bila še vedno zelo očitna, ker sta bila politična moč in pokroviteljstvo osredotočena na Sirijo, nekdanjo rimsko/bizantinsko provinco. Vendar pa je prišlo do precejšnje količine eksperimentiranja, saj so pokrovitelji Omajadov rekrutirali obrtnike iz vsega imperija, arhitektom pa je bilo dovoljeno ali celo spodbujano mešanje elementov iz različnih umetniških tradicij in neupoštevanje tradicionalnih konvencij in omejitev. Deloma zaradi tega se arhitektura Omajadov odlikuje po obsegu in raznolikosti dekoracije, vključno z mozaiki, stenskim slikarstvom, skulpturami in izrezljanimi reliefi. Medtem ko so bili figuralni prizori izrazito prisotni v spomenikih, kot je Qasr Amra, so nefiguralni okraski in bolj abstraktni prizori postali zelo priljubljeni, zlasti v verski arhitekturi.
V arhitekturi Omajadov se prvič pojavi podkvasti lok, kasneje pa se je razvil v svojo najnaprednejšo obliko v Al Andaluzu (Iberski polotok). V hipostilnih mošejah so Omajadi uvedli tradicijo, da so »ladjo« ali prehod pred mihrabom naredili širši od ostalih, pri čemer so molilnico razdelili vzdolž njene osrednje osi. Zasnovi mošeje so dodali tudi mihrab, konkavno nišo v steni kible. Prvi mihrab naj bi se pojavil v Mohamedovi mošeji v Medini, ko jo je leta 707 obnovil Al-Valid I. Zdi se, da je predstavljal kraj, kjer je stal prerok med molitvijo. To je skoraj takoj postalo standardna značilnost vseh mošej. Več večjih zgodnjih spomenikov islamske arhitekture, zgrajenih pod omajadsko Kupola na skali v Jeruzalemu (ki jo je zgradil kalif Abd al-Malik ibn Marvan) in Velika mošeja v Damasku (zgradil Al-Valid I.). Al-Valid I. je obnovil tudi mošejo Al Aksa na Tempeljskem griču (Haram al-Sharif), prav tako v Jeruzalemu, in nadomestil prejšnjo preprosto strukturo, zgrajeno okoli leta 670. Tako mošeja Al Aksa kot Velika mošeja v Damasku sta imeli hipostilno dvorano in kupolo nad prostorom pred mihrabom, obe pa sta bili vplivni pri oblikovanju poznejših mošej drugod. Tudi številne palače iz tega obdobja so delno preživele ali so bile izkopane v sodobnem času. 
Na abasidsko arhitekturo Abasidskega kalifata (750–1513) je še posebej vplivala sasanidska arhitektura, ki je vsebovala elemente, ki so bili prisotni že od stare Mezopotamije. Opaženi so tudi drugi vplivi, kot je starodavna sogijska arhitektura v Srednji Aziji. To je bilo deloma posledica tega, da se je politično središče kalifata premaknilo bolj vzhodno v novo prestolnico Bagdad, v današnjem Iraku. Vse abasidske mošeje so sledile tlorisu dvorišča s hipostilnimi dvoranami. Najstarejša je bila mošeja, ki jo je kalif Al-Mansur zgradil v Bagdadu (od takrat uničena). Velika mošeja Samara, ki jo je zgradil Al-Mutavakil, je bila velika 256 x 139 metrov. Ravno leseno streho so podpirali stebri. Mošeja je bila okrašena z marmornimi ploščami in steklenimi mozaiki.  Molitvena dvorana mošeje Abu Dulaf v Samari je imela arkade na pravokotnih opečnih slopih, ki so potekale pod pravim kotom na steno kible. Obe mošeji v Samari imata spiralne minarete, edini primer v Iraku. Mošeja v Balku v današnjem Afganistanu je bila velika približno 20 x 20 metrov s tremi vrstami treh kvadratnih obokov, ki podpirajo devet obokanih kupol. Čeprav je izvor minareta negotov, se domneva, da so se prvi pravi minareti pojavili v tem obdobju. Več abasidskih mošej, zgrajenih v začetku 9. stoletja, je imelo minarete, ki so stali na severnih koncih stavbe, nasproti osrednjega mihraba. Med najbolj znanimi med njimi je minaret Malvija, samostojen stolp s "spiralno" obliko, zgrajen za Veliko mošejo v Samari.
Po strmoglavljenju Omajadskega kalifata leta 750 s strani Abasidov je novi veji dinastije Omajadov leta 756 uspelo prevzeti nadzor nad Al Andaluzom, ustvariti Kordovski emirat in doseči vrhunec svoje moči med kalifatom v Cordobi v 10. stoletju. Velika mošeja v Córdobi, zgrajena v letih 785–786, označuje najzgodnejši večji spomenik mavrske arhitekture na Iberskem polotoku. Ta slog arhitekture, vzpostavljen v Al Andaluzu, je bil v veliki meri deležen tudi arhitekture zahodne severne Afrike (Magreb), iz katere so nastali tudi poznejši imperiji v regiji in prispevali k njenemu umetniškemu razvoju. Prvotna Velika mošeja v Cordobi je bila znana po edinstveni hipostilni dvorani z nizi dvonadstropnih dvobarvnih lokov, ki so se ponovili in ohranili v poznejših prizidkih stavbe. Mošeja je bila večkrat razširjena, s širitvijo Al-Hakama II. (vladal. 961–976), ki je uvedel pomembne estetske novosti, kot so prepleteni loki in rebraste kupole, ki so jih posnemali in izpopolnili v poznejših spomenikih v regiji. Gradnja Medina Azahara, nove prestolnice in monumentalnega mesta-palače v 10. stoletju, je ustvarila tudi pomemben kompleks kraljeve arhitekture in pokroviteljstva. Manjši spomeniki, kot sta zgodnja oblika mošeje Karauin v Fesu (današnji Maroko) in mošeja Bab al-Mardum v Toledu, kažejo na razširjenost istih slogovnih elementov po vsej regiji.
Po začetnem vrhuncu moči se je Abasidski kalifat v 9. stoletju delno razdrobil na regionalne države, ki so bile formalno pokorne kalifom v Bagdadu, vendar so bile de facto neodvisne. Aghlabidi v Ifriqiji (približno današnja Tunizija) so bili sami pomembni pokrovitelji arhitekture, odgovorni za obnovo Velike mošeje v Kairouanu (prvotno jo je ustanovil Ukba ibn Nafi leta 670) in mošeje Zajtuna v Tunisu v večini njihovih sedanjih oblik, kot tudi za gradnjo številnih drugih struktur v regiji. V Egiptu je Ahmad ibn Tulun ustanovil kratkotrajno dinastijo Tulunidov in si zgradil novo prestolnico (Al-Qata'i) in novo kongregacijsko mošejo, znano kot mošeja Ibn Tulun, ki je bila dokončana leta 879. Bila je pod močnim vplivom abasidske arhitekture v Samari in ostaja eden najbolj opaznih in najbolje ohranjenih primerov arhitekture iz 9. stoletja iz abasidskega kalifata.
V 10. stoletju je Fatimidski kalifat prevzel oblast v Ifriqiji, kjer je zgradil novo utrjeno prestolnico v Mahdiji. Leta 970 so Fatimidi preselili svoje središče moči v Egipt in ustanovili novo prestolnico, Kairo. Fatimidska arhitektura v Egiptu je sledila tulunidskim tehnikam in uporabljala podobne materiale, vendar je razvila tudi svoje. Njihova prva kongregacijska mošeja v Kairu je bila mošeja al-Azhar, ustanovljena sočasno z mestom (970), ki je postalo duhovno središče ismailitske šiitske veje islama. Drugi pomembni spomeniki so velika mošeja al-Hakim (ustanovljena leta 990 pod Al-'Azizom, a dokončana okoli leta 1013 pod Al-Hakimom), majhna mošeja Akmar (1125) z bogato okrašeno ulično fasado in kupolasti Mašhad Saijida Rukaija (1133), znana po svojem mihrabu dovršeno izrezljanih štukatur. Pod močnim vezirjem Badrom al-Džamalijem (vladal 1073–1094) je bilo mestno obzidje obnovljeno v kamnu skupaj z več monumentalnimi vrati, od katerih so tri preživela do danes: Bab al-Futuh, Bab al-Nasr in Bab Zuveila).

## Značilnosti
Nekatere značilnosti islamske arhitekture so bile podedovane iz predislamske arhitekture te regije, nekatere značilnosti, kot so minareti, muqarnas, arabeska, islamski geometrijski motivi, koničasti lok, večlistni lok, čebulasta kupola in koničasta kupola pa so se razvile pozneje.

### Vrtovi
Vrtovi in voda so že več stoletij igrali bistveno vlogo v islamski kulturi in jih pogosto primerjajo z rajskim vrtom. Primerjava izvira iz Ahemenidskega cesarstva. V svojem dialogu Oeconomicus je Ksenofont Sokratu pripovedoval zgodbo o obisku špartanskega generala Lizandra pri perzijskem princu Kiru Mlajšem, ki Grku pokaže svoj raj v Sardu. Klasična oblika perzijskega rajskega vrta ali čarbagh obsega pravokoten namakan prostor z dvignjenimi potmi, ki vrt delijo na štiri enake dele:
Eden od značilnosti perzijskih vrtov je štiridelni vrt, urejen z aksialnimi potmi, ki se križajo v središču vrta. Ta visoko strukturirana geometrijska shema, imenovana čarbagh, je postala močna metafora za organizacijo in udomačitev pokrajine, ki je sama po sebi simbol političnega ozemlja.
V arheoloških izkopavanjih v Pasargadu je bil ugotovljen čarbagh iz časa Ahemenidov. Vrtovi Čehel Sotoun (Isfahan), vrtovi Fin, Kašan, vrt Eram (Širaz), vrt Šazdeh (Mahan), vrt Dovlatabad (Yazd), vrt Abasabad (Abasabad), vrt Akbarieh (provinca Južni Horasan), vrt Pahlevanpour, vsi v Iranu, so del Unescove svetovne dediščine. Velike rajske vrtove najdemo tudi v Tadž Mahalu (Agra) in v Humajunovi grobnici (New Delhi) v Indiji; vrtovi Šalimar (Lahore, Pakistan) ali v Alhambri in Generalife v Granadi v Španiji.

### Dvorišča (Sahn)
V arhitekturi muslimanskega sveta dvorišča najdemo v posvetnih in verskih strukturah.
1. Rezidence in druge posvetne stavbe običajno vsebujejo osrednje zasebno dvorišče ali obzidan vrt. Temu so v arabščini rekli tudi vast ad-dar (sredina hiše). Tradicija dvoriščnih hiš je bila razširjena že v starodavnem sredozemskem svetu in na Bližnjem vzhodu, kar vidimo v grško-rimskih hišah (npr. rimski domus). Uporaba tega prostora je vključevala estetske učinke rastlin in vode, prodiranje naravne svetlobe, omogočanje vetra in kroženja zraka v objekt v poletni vročini, kot hladnejši prostor z vodo in senco ter kot zaščiten in prepovedan prostor, kjer ni treba, da so hišne ženske pokrite v oblačilih hidžaba, ki so tradicionalno potrebna v javnosti.[26][27]

1. Sahn (arabsko صحن‎) - je formalno dvorišče, ki ga najdemo v skoraj vsaki mošeji v islamski arhitekturi. Dvorišča so odprta proti nebu in z vseh strani obdana s stavbami z dvoranami in sobami ter pogosto s senčno polodprto arkado. Dvorišče mošeje se uporablja za umivanje in kot terasa za počitek ali zbiranje. Sahn ima običajno osrednji bazen ali vodnjak za pomoč pri umivanju, včasih pa je zaščiten pod odprtim kupolastim paviljonom.[28][29] Zgodovinsko gledano je dvorišče zaradi toplega sredozemskega in bližnjevzhodnega podnebja služilo tudi za sprejem večjega števila vernikov med petkovimi molitvami.[30]

### Hipostilne dvorane
Hipostil, torej odprta dvorana, podprta s stebri, se šteje za izvira iz arhitekturnih izročil perzijskih sprejemnih dvoran (apadana) iz obdobja Ahemenidov. Ta vrsta stavbe izvira iz bazilike v rimskem slogu s sosednjim dvoriščem, obdanim s stebri, kot je Trajanov forum v Rimu. Rimski tip stavbe se je razvil iz grške agore. V islamski arhitekturi je hipostilna dvorana glavna značilnost hipostilne mošeje. Ena najzgodnejših hipostilnih mošej je mošeja Tarikaneh v Iranu, ki sega v 8. stoletje.
Nekateri učenjaki označujejo zgodnjo hipostilno mošejo z dvoriščem kot 'arabski tloris' ali mošejo 'arabskega tipa'. Takšne mošeje so bile zgrajene večinoma pod dinastijami Omajadov in Abasidov; pozneje pa je preprostost tovrstnega tlorisa omejila možnosti za nadaljnji razvoj in posledično so te mošeje v nekaterih regijah postopoma izgubile priljubljenost.

### Obokanje
V islamskih stavbah oboki sledijo dvema različnima arhitekturnima slogoma: medtem ko omajadska arhitektura na zahodu nadaljuje sirsko tradicijo iz 6. in 7. stoletja, so na vzhodno islamsko arhitekturo v glavnem vplivali sasanidski slogi in oblike.

#### Omajadski diafragmski loki in banjasti oboki
Stavbe iz obdobja Omajadov v svojih obokanih strukturah kažejo mešanico starodavnih rimskih in perzijskih arhitekturnih tradicij. V Levantu so bili že od klasičnega in nabatejskega obdobja poznani diafragmalni loki s stropi s prekladami iz lesa ali kamnitih tramov ali pa z banjastimi oboki. Uporabljali so jih predvsem za pokrivanje hiš in cistern. Arhitekturna oblika prekrivanja diafragmskih lokov s banjastimi oboki pa je bila verjetno na novo uvedena iz iranske arhitekture, saj podobnega obokanja v Bilad al-Šamu (islamska Sirija) pred prihodom Omajadov niso poznali. Vendar je bila ta oblika v Iranu dobro poznana že od zgodnjih partskihg časov, kot je ponazorjeno v partskih stavbah Ašurja. Najzgodnejši znani primer banjastih obokov, ki počivajo na diafragmskih lokih iz arhitekture Omajadov, je znan iz Qasr Harane v Siriji. V zgodnjem obdobju so diafragmski loki zgrajeni iz grobo rezanih apnenčastih plošč, brez podpornih odrov, ki so bile povezane z mavčno malto. Oboke poznejšega obdobja so postavili z vnaprej oblikovanimi stranskimi rebri, modeliranimi iz mavca, ki so služila kot začasni opaž za vodenje in središče oboka. Ta rebra, ki so kasneje ostala v konstrukciji, ne nosijo obremenitve. Rebra so bila vnaprej ulita na trakove blaga, katerih odtis je na rebrih še danes viden. Podobne strukture so znane iz sasanidske arhitekture, na primer iz palače Firuzabad. Te oboke iz obdobja Omajadov so našli v Amanski citadeli in v Qasr Amri.

#### Ivani
Izraz ivan označuje dvorano, ki je obzidana s treh strani in odprta na eni strani. Običajno je pokrit z obokom. Ta značilnost je bila prisotna v sasanidski arhitekturi, čeprav je njen natančen izvor starejši in se o izvoru še vedno razpravlja. Kasneje je bil vključen v islamsko arhitekturo. Njegova uporaba je postala pogostejša in razširjena pod Seldžuki v 10. stoletju. Ivani so bili uporabljeni na različne načine in razporejeni v različnih položajih glede na ostalo stavbo. Najdemo jih v številnih vrstah stavb, vključno z mošejami, medresami, palačami in karavanseraji. Ena značilna postavitev je sestavljena iz štirih ivanov, razporejenih okoli osrednjega kvadratnega ali pravokotnega dvorišča, pri čemer so ivani poravnani z osrednjimi osmi dvorišča. Za mošeje in medrese bi lahko bil eden od ivanov usmerjen proti kibli (smer molitve) in vključil mihrab, ki bi služil kot molitveni prostor. Sorodni perzijski izraz, pištak, se uporablja za označevanje vhodnega portala (včasih ivan), ki štrli iz fasade stavbe, pogosto okrašen s kaligrafskimi pasovi, glaziranimi ploščicami in geometrijskimi vzorci.

### Kupole

#### Kupole v Iranu in Srednji Aziji
Petkova mošeja v Isfahanu zaradi svoje dolge zgodovine gradnje in rekonstrukcije, ki zajema čas od Abasidov do rodbine Kadžarov in odličnega stanja ohranjenosti ponuja pregled nad poskusi, ki so se islamski arhitekti ukvarjali z zapletenimi obokanimi strukturami.
Sistem tromp, ki je konstrukcijsko zapolnjevanje zgornjih kotov kvadratnega prostora tako, da tvori osnovo za sprejem osemkotne ali sferične kupole, je bil znan že v sasanidski arhitekturi. Sferični trikotniki tromp so bili razdeljeni na nadaljnje pododdelke ali sisteme niš, kar je povzročilo kompleksno prepletanje podpornih struktur, ki tvorijo okrasni prostorski vzorec, ki skriva težo konstrukcije.
Tradicija opečnih kupol z dvojno lupino v Iranu sega v 11. stoletje Na začetku 15. stoletja so bili glavni timuridski spomeniki, kot sta mavzolej Gur Emir in mošeja Bibi Kanum (obe dokončani okoli leta 1404), opazni po uporabi velikih kupol z dvojno lupino. Te kupole so bile sestavljene iz notranje lupine, ki je bila vidna iz notranjosti, in večje zunanje lupine, vidne od zunaj in pogosto nekoliko drugačne oblike. Kupola mavzoleja Gur-i Amir, najstarejša, ki se je ohranila do danes, ima zunanji rebrast profil s trakom muqarnas okoli bobna. Vendar so bile kupole te oblike in sloga verjetno zgrajene že prej, kar dokazuje mavzolej Sultanija v Kairu, ki je bil zgrajen v 1350-ih in se zdi, da je kopiral to isto zasnovo iz iranske tradicije.
Neradialni rebrasti obok, arhitekturna oblika rebrastih obokov z nadgrajeno sferično kupolo, je značilna arhitekturna oblika oboka islamskega vzhoda. Od svojih začetkov v Petkovi mošeji v Isfahanu je bila ta oblika oboka uporabljena v zaporedju pomembnih stavb do obdobja safavidske arhitekture. Njegove glavne značilnosti so:
1. štiri sekajoča se rebra, včasih podvojena in sekana, da tvorijo osemkrako zvezdo;
2. opustitev prehodne cone med obokom in nosilno konstrukcijo;
3. osrednja kupola ali strešna luč na vrhu rebrastega oboka.

Medtem ko so sekala pare reber iz glavne okrasne značilnosti seldžuške arhitekture, so bila rebra v poznejših obdobjih skrita za dodatnimi arhitekturnimi elementi, kot je ponazorjeno v kupoli grobnice Ahmeda Sanjarja v Mervu, dokler niso končno popolnoma izginila za dvojno lupino kupole iz štukature, kot jo vidimo v kupoli Ālī Qāpūja v Isfahanu.
- Kupola s trompami v palači Ardašir v predislamski Perziji. Trompe so eden najpomembnejših sasanidskih prispevkov k islamski arhitekturi.[39]
- Kupola mavzoleja Gur-i Amir v Samarkandu
- Neradialni rebrasti obok v Petkovi mošeji v Isfahanu
- Kupola v grobnici Ahmeda Sanjara v Mervu
- Zgornja kupola Ālī Qāpū, Isfahan

#### Kupole v Južni Aziji
Uporaba kupol v južni Aziji se je začela z ustanovitvijo Delhijskega sultanata leta 1204 n. št.. Za razliko od osmanskih kupol in še bolj kot perzijskih kupol so kupole v južni Aziji po navadi bolj čebulaste. Številne monumentalne mogulske kupole so bile tudi dvojne lupine in izhajajo iz iranske tradicije. Zasnova Humajunove grobnice (dokončana okoli leta 1571–72), vključno s kupolo z dvojno lupino, kaže, da so njeni arhitekti poznali Timuridske spomenike v Samarkandu. Osrednja kupola Tadž Mahala ima tudi čebulast profil in konstrukcijo z dvojno lupino.
- Pogled na glavno kupolo Humajunove grobnice v Delhiju
- Kupola Tadž Mahala v Agri
- Čebulaste kupole mošeje Badšahi v Lahoreju
- Glavna kupola mošeje Šaha Džahana, Thatta, ima ploščice, razporejene v zvezdast vzorec, ki predstavlja nočno nebo
- Notranjost glavne kupole Šahi Hamam v Lahoreju

#### Rebraste kupole v Al Andaluzu in Magrebu
Velika mošeja v Córdobi v Al Andaluzu je bila sprva zgrajena s sistemom dvojno obokanih arkad, ki so podpirale raven leseni strop. Stebri arkad so bili povezani s podkvastimi oboki, ki so jih podpirali opečni stebri, ki so bili med seboj povezani s polkrožnimi loki. V 10. stoletju so bile v osnovno arhitekturno zasnovo vnesene spremembe: za zgornjo vrsto arkad so bili zdaj uporabljeni podkvasti loki, ki so bili zdaj podprti s petimi loki. V odsekih. ki je zdaj nosila kupole, so bile potrebne dodatne nosilne konstrukcije, ki so prenašale pritisk kupol. Arhitekti so ta problem rešili z izgradnjo presekajočih se tri- ali petprehodnih lokov. Tri kupole, ki segajo med oboke pred mihrabsko steno, so zgrajene kot rebrasti oboki. Namesto da bi se srečala v središču kupole, se rebra sekajo zunaj središča in tvorijo osemkrako zvezdo v središču.
Rebraste kupole mošeje (zdaj stolnice) v Córdobi so služile kot modeli za poznejše stavbe mošej na islamskem zahodu Al Andaluza in Magreba. Okoli leta 1000 našega štetja je bila mošeja Bab al-Mardum v Toledu zgrajena s podobno osemrebrasto kupolo, obkroženo z osmimi drugimi rebrastimi kupolami različnih oblik. Podobne kupole so vidne tudi v stavbi mošeje Aljafería v Zaragozi. Arhitekturna oblika rebraste kupole se je nadalje razvila v Magrebu: osrednja kupola Velike mošeje Tlemcenu, mojstrovine Almoravidov, zgrajena leta 1082, ima dvanajst vitkih reber, lupina med rebri je napolnjena s filigranskim štukaturnim delom.

#### Osmanske kupole
Po vzoru že obstoječih bizantinskih kupol je osmanska arhitektura razvila posebno obliko monumentalne, reprezentativne stavbe: široke osrednje kupole z velikimi premeri so bile postavljene na vrh centralne stavbe. Kljub ogromni teži se kupole zdijo skoraj breztežne. Nekatere najbolj dovršene kupolaste stavbe je zgradil osmanski arhitekt Mimar Sinan.
Ko so Osmani osvojili Konstantinopel, so našli številne bizantinske krščanske cerkve, največja in najvidnejša med njimi je bila Hagija Sofija. Zidano-maltna rebra in kroglasta lupina osrednje kupole Hagije Sofije sta bila zgrajena sočasno, kot samonosna konstrukcija brez lesenega središča. V zgodnjebizantinski cerkvi Hagia Irene so rebra kupolnega oboka v celoti integrirana v lupino, podobno kot zahodne rimske kupole, in zato niso vidna iz notranjosti stavbe. V kupoli Hagije Sofije se rebra in lupina kupole združujejo v osrednji medaljon na vrhu kupole, pri čemer so zgornji konci reber integrirani v lupino; lupina in rebra tvorijo eno samo strukturno celoto. V poznejših bizantinskih stavbah, kot so mošeja Kalenderhane, mošeja Eski Imaret (prej samostan Kristusa Pantepoptesa) ali samostan Pantokrator (danes mošeja Zeyrek), sta osrednji medaljon vrha in rebra kupole postala ločena strukturna elementa: rebra so bolj izrazita in se povezujejo z osrednjim medaljonom, ki prav tako bolj izstopa, tako da celotna konstrukcija daje vtis, kot da sta rebra in medaljon ločena in podprta z ustrezno lupino kupole. Prefinjeno okrašeni stropi in notranjost kupole črpajo vpliv bližnjevzhodne in sredozemske arhitekturne dekoracije, hkrati pa služijo kot eksplicitne in simbolične predstavitve nebes. Te arhitekturne značilnosti v obliki kupole je bilo mogoče videti v zgodnjih islamskih palačah, kot sta Qasr Amra (ok. 712–15) in Khirbat al-mafjar (ok. 724–43).
Mimar Sinan je rešil strukturna vprašanja kupole Hagije Sofije z izgradnjo sistema centralno simetričnih stebrov s bočnimi polkupolami, kot je ponazorilo zasnova mošeje Sulejmanije (štirje stebri z dvema bočnima ščitnima stenama in dvema polkupolama, 1550– 1557), mošeja Rüstem Pasha (osem stebrov s štirimi diagonalnimi polkupolami, 1561–1563) in Selimova mošeja v Odrinu (osem stebrov s štirimi diagonalnimi polkupolami, 1567/8–1574/5). V zgodovini arhitekture struktura mošeje Selimije nima primere. Vsi elementi stavbe so podrejeni njeni veliki kupoli.
- Shematska risba kupole s pendantivi
- Centralna kupola Hagija Sofija
- Kupola mošeje Kalenderhane, Carigrad
- Selimova mošeja, Odrin

### Balkoni in zasloni
Balkoni so zaradi toplega podnebja v večini držav pogosta značilnost islamske domače arhitekture. Eden od prepoznavnih tipov je mašrabija, lesena rešetkasta pregrada, ki štrli s strani stavbe in ki je varovala zasebnost, saj je notranjim omogočala pogled navzven, ne da bi bila vidna od zunaj. Druga vrsta rešetkastega zaslona, ki ni omejena na balkone, je džali, ki je običajen za indo-islamsko arhitekturo in je izdelan iz perforiranega kamna. Drugi primeri balkonov in sorodnih struktur so džaroka v Radžastanu in indo-islamsko arhitekturo ter mirador, španski izraz, uporabljen za balkon ali razgledni paviljon v andaluzijskih palačah, kot je Alhambra. Balkoni so postali tudi arhitekturni element v nekaterih mošejah, kot je hünkâr mahfili v osmanskih mošejah, ločen in zaščiten prostor, kjer je lahko sultan opravljal svoje molitve (podobno kot maksura). Podobno značilnost najdemo tudi v kompleksu Bara Gunbad (konec 15. stoletja) v Delhiju.
- Mašrabija balkon v Bayt Al-Suhajmi, Kairo (Egipt)
- Hünkâr Mahfili (molitveni prostor za sultana) v Hagiji Sofiji (Turčija)
- Uporaba zaslona džali v trdnjavi Lahore (Pakistan)
- Džaroka balkon v trdnjavi Mehrangarh v Džodpurju (Indija)

### Muqarnas
Arhitekturni element muqarnas se je razvil v severovzhodnem Iranu in Magrebu okoli sredine 10. stoletja. Ornament nastane z geometrijsko razdelitvijo obokane konstrukcije na miniaturne, nadgrajene koničaste podkonstrukcije, znane tudi kot "satovje" ali "kapniške" oboke. Izdelan iz različnih materialov, kot so kamen, opeka, les ali štukatura, se je njegova uporaba v arhitekturi razširila po celotnem islamskem svetu. Na islamskem zahodu se muqarnas uporabljajo tudi za okrasitev zunanjosti kupole ali podobne strukture, medtem ko je na vzhodu bolj omejen na notranjo stran oboka.
- Zasnova četrtnega oboka muqarnas iz zvitka Topkapı
- Muqarnas v nekropoli Šah-i-Zinda, Samarkand
- Muqarnas v Alhambri
- Muqarnas mošeje v Buhari v Uzbekistanu

### Ornamentacija
Islamska arhitektura kot skupna značilnost uporablja posebne okrasne oblike, vključno z matematično zapletenimi, dovršenimi geometrijskimi vzorci, cvetličnimi motivi, kot je arabeska, in dovršenimi kaligrafskimi napisi, ki služijo za okrasitev stavbe, določajo namen stavbe z izbiro besedilnih programskih napisov. Na primer, kaligrafski napisi, ki krasijo Kupolo na skali, vključujejo citate iz Korana (npr. Koran 19:33–35), ki se nanašajo na Jezusov čudež in njegovo človeško naravo.
Geometrijske ali cvetlične, prepletene oblike tvorijo neskončno ponavljajoč se vzorec, ki sega onkraj vidnega materialnega sveta.[66] Za mnoge v islamskem svetu simbolizirajo koncept neskončnih dokazov obstoja enega večnega Boga. Poleg tega islamski umetnik izraža določeno duhovnost brez ikonografije krščanske umetnosti. Nefiguralni okraski se uporabljajo v mošejah in stavbah po vsem muslimanskem svetu in gre za način okrasitve z uporabo čudovite, okrasne in ponavljajoče se islamske umetnosti namesto s slikami ljudi in živali (kar nekateri muslimani verjamejo, da je v islamu prepovedano (Haram).
Namesto spominjanja na nekaj, kar je povezano z resničnostjo izgovorjene besede, je kaligrafija za muslimana viden izraz duhovnih konceptov. Kaligrafija je nedvomno postala najbolj cenjena oblika islamske umetnosti, ker zagotavlja povezavo med jeziki muslimanov z vero islama. Sveta knjiga islama, Koran (al-Kur'an), je igrala ključno vlogo pri razvoju arabskega jezika in s tem tudi kaligrafije v arabski abecedi. Pregovori in popolni odlomki iz Korana so še vedno aktivni viri za islamsko kaligrafijo. Tudi sodobni umetniki v islamskem svetu črpajo iz dediščine kaligrafije, ko pri svojem delu uporabljajo kaligrafske napise ali abstrakcije.
Kapiteli so zgornji del ali krona stebra ali pilastra. Služijo kot prehodni kos med gredjo konstrukcije in elementom, ki ga podpira. Kapiteli se v islamski arhitekturi zelo razlikujejo po oblikovanju in obliki. Zgodnje islamske stavbe v Iranu so imele "perzijske" kapitele, ki so vključevale vzorce bikovih glav, medtem ko so sredozemske strukture pokazale bolj klasičen vpliv.[67]
- Geometrijska dekoracija ploščic (Zellij) v medresi Ben Joussef v Marakešu
- Kupola Šahove mošeje v Isfahanu s kaligrafskim napisom
- Bengalska islamska terakota na mošeji iz 17. stoletja v Tangailu v Bangladešu
- Ploščice v palači Topkapı, primer osmanske arhitekture
- Velik del notranjosti mavzoleja cesarja Džahangirja v Lahoreju krasijo freske iz mogulskega obdobja.
- Kaligrafski napis na kupoli Mevlana mavzoleja

### Drugi elementi verske arhitekture

#### Orientacija kible
Kibla (arabsko قِـبْـلَـة‎) je smer, v kateri je Meka s katere koli lokacije in je znotraj islamske arhitekture glavni sestavni del tako značilnosti kot orientacije same stavbe. Starodavna islamska mesta in mihrab v mošejah so bili mišljeni, da bi bili obrnjeni v tej smeri, vendar ob dejanskem opazovanju postavitve takšnih območij ne kažejo vsi na isto mesto. To je posledica razhajanj v izračunih islamskih znanstvenikov v preteklosti, ki so po posameznih lokacijah ugotavljali, kje je Meka. Znanstveniki ugotavljajo, da do teh razlik prihaja zaradi številnih razlogov, kot so napačno razumevanje pomena same kible, dejstvo, da se geografske koordinate preteklosti ne ujemajo z današnjimi, in da je bila določitev te smeri bolj astronomski izračun, ne pa matematični. Zgodnje mošeje so bile zgrajene bodisi po izračunih, v kateri smeri je bila približno kibla, bodisi tako, da je mihrab obrnjen proti jugu, saj je bila to smer, v katero je bil obrnjen Mohamed, ko je molil v Medini, ki je mesto neposredno severno od Meke.

#### Mihrab
Mihrab je niša ali spodmol, običajno konkavna, vstavljena v steno kible (stena, ki stoji v smeri molitve) mošeje ali drugega molitvenega prostora. Častilcem je simboliziral in nakazal smer kible. Sčasoma je pridobil tudi obredni pomen, njegova oblika pa je bila celo uporabljena kot simbol na nekaterih kovancih. Prve mošeje niso imele mihrabov; prva znana konkavna mihrabska niša je bila tista, ki jo je kalif al-Valid I. leta 706 ali 707 dodal Prerokovi mošeji v Medini. V kasnejših mošejah se je mihrab razvil in postal običajno središče arhitekturne dekoracije v stavbi. Podrobnosti o njegovi obliki in materialih so se od regije do regije razlikovale. V kongregacijskih mošejah je bil mihrab običajno obkrožen z minbarom (prižnica), nekatere zgodovinske mošeje pa so vključevale tudi bližnjo maksuro (zaščiten prostor za vladarja med molitvijo).
- Mihrab Velike mošeje v Cordobi (10. st.)
- S štukom pokrit mihrab Uljaytu v Petkovi mošeji v Isfahanu (zgodnje 14. st.)
- Mihrab mošeje-medrese Sultan Hasan v Kairu (14. st.)
- Osmanski mihrab z izniškimi ploščicami v Rüstem Paša mošeji, Carigrad (16. st.)
- Mihrab Petkove mošeje v Delhiju (sredina 17. st.)

#### Minaret
Minaret je stolp, ki tradicionalno spremlja stavbo mošeje. Njegova formalna funkcija je zagotoviti izhodiščno točko, s katere se izvaja klic k molitvi ali adhan. Klic k molitvi se izvaja petkrat vsak dan: ob zori, opoldne, sredi popoldneva, ob sončnem zahodu in ponoči. V večini sodobnih mošej se adhan izvaja neposredno iz molitvene dvorane in se preko mikrofona oddaja na sistem zvočnikov na minaretu.
Najzgodnejše mošeje niso imele minaretov, klic k molitvi pa so pogosto izvajali iz manjših stolpnih strukturah. Hadisi sporočajo, da je zgodnja muslimanska skupnost v Medini klicala k molitvi s strehe Mohamedove hiše, ki je služila kot prostor za molitev. Znanstvene ugotovitve sledijo izvoru minaretov v Omajadskem kalifatu in pojasnjujejo, da so bili ti minareti kopija cerkvenih zvonikov, najdenih v Siriji v tistih časih. Prvi minareti so arhitekturno izpeljani iz sirskega cerkvenega stolpa. Druge reference kažejo, da stolpi v Siriji izvirajo iz ziguratov babilonskih in asirskih svetišč v Mezopotamiji. Prvi znani minareti se pojavijo v zgodnjem 9. stoletju pod vladavino Abasidov in niso bili široko uporabljeni do 11. stoletja. Te zgodnje oblike minaretov so bile prvotno postavljene na sredino stene nasproti stene kible. Minaret Velike mošeje v Kairouanu v Tuniziji (začetek 9. stoletja) velja za najstarejši ohranjeni minaret na svetu. Ima obliko masivnega stolpa s kvadratnim tlorisom, tremi nivoji padajočih širin in skupno višino 31,5 metra.
Minareti so imeli različne oblike (na splošno okrogle, kvadratne, spiralne ali osemkotne), odvisno od obdobja in arhitekturne tradicije. Število minaretov ob mošejah ni določeno; prvotno bi vsako mošejo spremljal en minaret, vendar lahko nekateri arhitekturni slogi vključujejo več minaretov.
- Minaret Velike mošeje v Kairouanu (zgodnje 9. st.)
- Minaret Džam, Afghanistan (12. st.)
- Minaret Sultan Kajtbaj (15. st.) pri mošeji Al Azhar v Kairu
- Osmanski minareti mošeje Sultana Ahmeda v Carigradu (zgodnje 17. st.)
- Minaret pri Petkovi mošeji v Delhiju (sredina 17. st.)

## Mesta

### Mestno in nomadsko življenje po Ibn Haldunu
V svoji zgodovini sta v družbi predmodernega islamskega sveta prevladovala dva pomembna družbena konteksta, nomadsko življenje in urbanizem. Zgodovinar in politik Ibn Haldun v svoji knjigi Mukadima temeljito razpravlja o obeh konceptih. Po njegovem mnenju si način življenja in kultura podeželskih beduinskih nomadov in meščanov nasprotujeta v osrednjem družbenem konfliktu. Ibn Haldun razlaga vzpon in padec civilizacij s svojim konceptom asabija ('veze kohezije' ali 'družinske zvestobe'), kot je ponazorjeno v vladavini kalifov. Beduini, ki so nomadski prebivalci stepe in puščave, so med seboj povezani z močnimi vezmi asabije in trdnih verskih prepričanj. Te vezi se v mestnih skupnostih v nekaterih generacijah ponavadi opuščajo. Vzporedno z izgubo asabije meščani izgubijo tudi moč, da se branijo in postanejo žrtve agresivnejših plemen, ki lahko uničijo mesto in vzpostavijo novo vladajočo dinastijo, ki je sčasoma znova podvržena enaki oslabitvi moči.

### Eksperimentiranje z različnimi idealnimi modeli mesta
Antični koncept arhitekture metropole temelji na strukturi glavnih in stranskih cest, ki potekajo skozi celotno mesto in ga delijo na četrti. Ulice so usmerjene proti javnim stavbam, kot so palača, tempelj ali javni trg. Dve glavni cesti (kardo in dekuman) se pravokotno križata v središču mesta. V času zgodnjega islamskega kalifata Omajadov je bilo ustanovljenih nekaj mest, katerih obrisi so temeljili na starorimskem konceptu idealnega mesta. Primer mesta, načrtovanega po takih konceptih, je bil izkopan v Andžaru v Libanonu. Donald Whitcomb trdi, da so zgodnja muslimanska osvajanja sprožila zavesten poskus poustvarjanja posebnih morfoloških značilnosti, značilnih za zgodnja zahodna in jugozahodna arabska mesta.

### Preobrazba osvojenih mest
Pogosteje kot ustanavljanje novih mest so novi islamski vladarji prevzeli obstoječa mesta in jih preoblikovali v skladu s potrebami nove islamske družbe. Ta proces preobrazbe se je izkazal za odločilnega za razvoj tradicionalnega islamskega mesta ali medine. Načelo razporejanja stavb je znano kot horizontalna razporeditev. Rezidenčni in javni objekti ter zasebna stanovanja so običajno postavljeni ločeno in niso neposredno povezani med seboj arhitekturno. Arheološka izkopavanja v mestu Džeraš, antični Gerasi, so razkrila, kako so Omajadi spremenili načrt mesta.

### Urbana morfologija Medine
Arhitektura "orientalsko" islamskega mesta temelji na kulturnih in socioloških konceptih, ki se razlikujejo od evropskih mest. V obeh kulturah se razlikuje med območji, ki jih uporabljajo vladarji ter njihova vlada in uprava, javnimi prostori vsakdanjega skupnega življenja in področji zasebnega življenja. Medtem ko so strukture in koncepti evropskih mest v srednjem veku izvirali iz sociološkega boja za pridobitev temeljnih pravic svobode – ali mestnih privilegijev – od političnih ali verskih oblasti, je na islamsko mesto  ves čas temeljni vpliv ohranjanja enotnosti posvetnega in verskega življenja.
Temeljno načelo islamske družbe je ummah ali ummat al-Islamiyah ([[langx|ar|الأمة الإسلامية‎}}), skupnost muslimanov, od katerih je vsak posameznik enako podrejen Alahu v skladu s skupnim šeriatskim pravom, ki je podvrgel tudi posameznega vladarja, vsaj nominalno. V abasidskih časih so bila nekatera mesta, kot je okroglo mesto Bagdad, zgrajena iz nič, oblikovana po načrtu, ki se je osredotočal na kalifovo rezidenco, ki je bila v samem središču mesta, z glavnimi cestami, ki so radialno vodile od mestnih vrat do centralne palače, in delile posamezne plemenske odseke brez medsebojne povezave in ločevale drugo od drugega z radialnimi zidovi. Vendar so bila ta prizadevanja le kratkotrajna in prvotni načrt je kmalu izginil in se umaknil naslednjim stavbam in arhitekturnim strukturam.
V medini soobstajajo drug ob drugem palače in rezidence ter javna mesta, kot so kompleksi mošeje-medrese-bolnišnice in zasebni bivalni prostori. Stavbe so po navadi bolj navznoter usmerjene in so od okolice »zunaj« ločene bodisi z zidovi bodisi s hierarhično urejenostjo ulic ali oboje. Ulice običajno vodijo od javnih glavnih cest do slepih cest in naprej do bolj zasebnih parcel, nato pa se tam končajo. Notranjih povezav med različnimi četrtmi mesta ni ali pa jih je zelo malo. Za prehod iz ene četrti v drugo se je treba spet vrniti na glavno cesto.
Znotraj mestne četrti obvoznice vodijo do posameznih stavbnih kompleksov ali skupin hiš. Individualna hiša je pogosto orientirana proti notranjemu atriju in zaprta z zidovi, ki so večinoma brez okraskov, za razliko od evropskih navzven usmerjenih, reprezentativnih fasad. Tako prostorska struktura medine v bistvu odraža starodavno nomadsko tradicijo življenja v družinski skupini ali plemenu, ki ga drži asabija, strogo ločeno od »zunaj«. Na splošno je morfologija islamske medine odobritev – ali zavrnitev – dostopa v skladu z osnovnim konceptom hierarhičnih stopenj zasebnosti. Prebivalci se iz javnega prostora preselijo v bivalne prostore svojega plemena in naprej v svoj družinski dom. Znotraj družinske hiše spet najdemo skupne in ločene prostore, slednji in najbolj zasebni, običajno rezervirani za ženske in otroke. Na koncu imajo samo poglavarji družin prost in neomejen dostop do vseh prostorov in prostorov svojega zasebnega doma, v nasprotju z bolj evropskim konceptom medsebojnega povezovanja različnih prostorov za prost in enostaven dostop. Hierarhija zasebnosti tako vodi in strukturira celotno družbeno življenje v medini, od kalifa do njegovega najbolj skromnega podanika, od mesta do hiše.
- Četrt medina v Fesu, Maroko
- Slika tlorisa Alžira
- Slika tlorisa evropskega mesta (1819)

### Obmejne trdnjave in mesta

#### Misr,Ribat
Na obmejnem območju arabske ekspanzije so bile ustanovljene vojaške utrdbe (misr, pl. arabsko أَمْـصَـار‎, amṣār) ali ribāṭ (arabsko: رِبَـاط‎, trdnjava). Struktura in funkcija misr je podobna starorimski koloniji.[88] Kot obmejna kolonija je utrdba služila kot baza za nadaljnja osvajanja. Arabske vojaške utrdbe te vrste so bile pogosto zgrajene v bližini starejšega mesta iz antike ali iz bizantinskih časov. Pogosto so bile kvadratne oblike.
Namesto da bi ohranili svoj prvotni namen, da služijo kot vojaška baza, so se mnogi amṣār razvili v urbana in upravna središča. Zlasti se je to zgodilo v primeru iraških mest Kufa in Basra, ki sta postala znana kot al-miṣrān ([dve] utrdbi, pa tudi s Fustatom in Kairouanom v severni Afriki.

#### Qaṣr
Qaṣr (arabsko: قَصْـر; pl. arabsko: قصور, quṣūr) pomeni palača, grad ali (mejna) utrdba. Trdnjave iz pozne antike so bile pogosto v uporabi, njihova funkcija pa se je sčasoma spreminjala. Nekateri quṣūr so bili že v rimskih časih uporabljeni kot kastrum in so bili del utrdb severnoafriškega limesa. Že v antičnih rimskih časih kastrumi niso služili le kot utrdbe, ampak tudi kot trgi in zbirališča za mejo živeča plemena.
Manjše quṣūr najdemo v sodobni Jordaniji in so Qasr Al-Hallabat (je 50 km vzhodno od Amana), Qasr Bushir (15 km severno od Ladžjuna), grad Daganija (45 km severno od Ma'ana) in Odruh (22 km vzhodno od Wadi Musa). Potem ko je Rimsko cesarstvo zapustilo Limes Arabicus, so bile številni kastrumi še naprej v uporabi. Ta kontinuiteta je bila predmet arheoloških raziskav v utrdbi Qasr al-Hallabat, ki je v različnih obdobjih služila kot rimski kastrum, krščanski cenobitski samostan in nazadnje kot omajadski Qasr. Qasr Al-Kharanah je eden najzgodnejših znanih puščavskih gradov, njegova arhitekturna oblika jasno kaže vpliv sasanidske arhitekture.
Po hipotezi, ki jo je razvil Jean Sauvaget, je imel omajadski quṣūr vlogo pri sistematični kmetijski kolonizaciji nenaseljenih obmejnih območij in kot tak nadaljeval kolonizacijsko strategijo prejšnjih krščanskih menihov in Gasanidov. Omajadi pa so svojo politično strategijo vse bolj usmerjali k modelu politike stranke, medsebojne soodvisnosti in podpore. Po osvajanju Omajadov je quṣūr izgubil svojo prvotno funkcijo in je bil bodisi zapuščen ali pa je še naprej služil kot lokalni trg in zbirališča do 10. stoletja. Še ena oblika islamske trdnjave je Qalat (arabski قلعة).

## Sodobnost
V sodobnem času je arhitektura islamskih stavb, ne le verskih, doživela nekaj sprememb. Novi arhitekturni slog se ne drži enakih temeljnih vidikov, ki so bili vidni v preteklosti, vendar mošeje večinoma še vedno vsebujejo iste dele – miḥrab (arabsko: مِـحْـرَاب), minarete, načrt štirih ivanov in pištak. Razlika, ki jo je treba omeniti, je videz mošej brez kupol, saj so jih v preteklosti mošeje večinoma imele vse, vendar se zdi, da te nove mošeje brez kupole sledijo funkciji nad obliko oblikovanja in jih ustvarjajo tisti, ki niso islamske vere, v večini primerov. Vpliv islama še vedno prežema sam slog ustvarjanja in zagotavlja »konceptualni okvir« za izdelavo stavbe, ki ponazarja sloge in verovanja islama. Nanj je vplivalo tudi srečanje številnih različnih kultur, kot so evropski slogi, ki se srečujejo z islamskimi, kar je privedlo do tega, da so islamski arhitekti vključevali značilnosti drugih arhitekturnih in kulturnih stilov.

### Urbano oblikovanje in islam
Urbani dizajn in tradicija islamske arhitekture sta se začela združevati v nov "neoislamski" slog, kjer se učinkovitost urbanega sloga ujema z duhovnostjo in estetskimi značilnostmi islamskih slogov. Islamska arhitektura sama po sebi je slog, ki prikazuje vrednote in kulturo islama, vendar v sodobnem času vztrajanje pri tradiciji izpada iz prakse, zato se je oblikoval kombinirani slog. Primeri, ki to kažejo, so kraji, kot so letališče Marakeš Menara, Islamski kulturni center in Muzej strpnosti, Masjid Permata Qolbu, koncept za Izginjajočo mošejo in Mazar-e-Quaid. Vse te stavbe kažejo vpliv islama nanje, pa tudi gibanje stvari, kot je minimalizem, ki postajajo vse bolj priljubljeni na arhitekturnem področju. Oblikovalci, ki uporabljajo vidike sodobnih in islamskih slogov, so našli način, da so povezali modernizem, ki ga navdihuje Zahod, s klasičnimi kulturnimi vidiki islamske arhitekture. Ta koncept pa vzbuja polemiko o identiteti islamske skupnosti, tradicionalne islamske skupnosti, znotraj prostora, ki ne sledi tistemu, kot so ga poznali.

### Neoislamska arhitektura v Sloveniji
Poleg Dvorca Jelše je le še Vila Rafut primer neoislamskega sloga v Sloveniji, ter je obenem eden najlepših ohranjenih primerov v širšem evropskem prostoru.

### Razprave o statusu arhitekturnega sloga
Nekateri prav tako razpravljajo o tem, ali je islamsko arhitekturo res mogoče imenovati slog, saj je verski vidik viden kot ločen in nima vpliva na arhitekturni slog, medtem ko na drugi strani ljudje trdijo tudi, da je novo odkrit trend in razhajanje iz sloga stare islamske arhitekture tisto, kar je povzročilo, da slog izgublja svoj status. Obstajajo učenjaki, ki prav tako menijo, da razlikovalne značilnosti islamskega arhitekturnega sloga niso bile nujno najdene v arhitekturi, ampak so bile prej okoljski označevalci, kot so zvoki molitve, mesto okoli njega, dogodki, ki so se tam zgodili. Naveden primer je, da lahko resnično vemo, da je stavba mošeja, le po tem, kar se tam dogaja, in ne po vizualnih znakih. Posebne značilnosti, ki so zlasti povezane z islamsko arhitekturo—mihrab, minaret in vrata—, so vidne na več lokacijah in ne služijo vedno enaki uporabi, zato je videti, da je simbolika islamske narave prikazana bolj kulturno kot arhitekturno. Islamska arhitektura se včasih imenuje tudi "skrita arhitektura", tista, ki ne kaže nujno fizičnih lastnosti sloga, temveč je nekaj, kar se doživlja.

## Sodobni arhitekti
- Fazlur Kan
- Abdel-Wahed El-Vakil
- Vedat Dalokaj
- Kamran Afšar Naderi
- T.Abdul Hussain Thariani
- Fahradin Miralaj
- Muzharul Islam
- Mubašra Iljas
- Nabih Jousef
- Baširul Hak
- Zaha Hadid
- Najar Ali Dada
- Habib Fida Ali
- Hasan Fathi
- Mimar Sinan

## Druga literatura
- Fletcher, Banister; Cruickshank, Dan (1996) [1896]. Sir Banister Fletcher's a History of Architecture (20th ed.). Architectural Press. ISBN 978-0-7506-2267-7.
- Yahya Abdullahi; Mohamed Rashid Bin Embi (2013). "Evolution of Islamic geometric patterns". Frontiers of Architectural Research. 2 (2): 243–251. doi:10.1016/j.foar.2013.03.002.
- Abdullahi Y.; Embi M. R. B (2015). "Evolution Of Abstract Vegetal Ornaments On Islamic Architecture". International Journal of Architectural Research: Archnet-Ijar. 9: 31. doi:10.26687/archnet-ijar.v9i1.558.